# Asan (Guam)
Asan (Chamorro : Assan), aussi connue sous le nom d'Asan-Maina, est l'une des dix-neuf villes du territoire des États-Unis de Guam.

## Démographie
Lors du recensement de 2010, Asan compte 2 137 habitants, dont :
- 64,7 % d'Océano-Américains
  - 56,9 % de Chamorros
  - 6,1 % de Chuukois
  - 1,7 % d'autres
- 9,5 % d'Asio-Américains
  - 8,4 % de Philippino-Américains
  - 1,1 % d'autres
- 9,8 % de Blancs américains
- 1,4 % de Hispaniques et Latino-Américains
- 13,7 % de métis
- 0,9 % d'autres.